# Neolebias ansorgii
Neolebias ansorgii és una espècie de peix de la família dels citarínids i de l'ordre dels caraciformes.

## Morfologia
- Els mascles poden assolir 2,6 cm de longitud total.[4][5]

## Alimentació
Menja cucs, crustacis i insectes.

## Hàbitat
És un peix d'aigua dolça i de clima tropical (24 °C-28 °C).

## Distribució geogràfica
Es troba a Àfrica.